# Economía de Granada
El progreso económico de Granada, debido a las reformas fiscales y una macroeconomía prudente ha disparado el crecimiento anual del país al 5 %-6 % en 1998-99. El incremento de la actividad económica ha estado liderado por la construcción y el comercio. Actualmente Granada depende del turismo como su principal fuente de ingresos de capital extranjero, especialmente después de la inauguración de su aeropuerto internacional el 1985. Las instalaciones turísticas se han aumentado desde entonces.
Los huracanes Iván (2004) y Emily (2005) han severamente damnificado su sector agrícola - especialmente el cultivo de cacao. Después de la devastación, el país confronta un enorme déficit presupuestario, ampliado durante el proceso de reconstrucción, y que llega actualmente a 110 % del PIB.